# Live at the Royal Albert Hall (альбом Nick Cave and the Bad Seeds)
Live at the Royal Albert Hall — концертный альбом группы Nick Cave and the Bad Seeds, изданный в 2008 году.

## Об альбоме
Live at the Royal Albert Hall был записан 19 и 20 мая 1997 года во время тура в поддержку The Boatman’s Call. Восемь треков из этого издания и «The Weeping Song» впервые были выпущены десятью годами раньше, как бонус-диск к сборнику The Best of Nick Cave and the Bad Seeds. Демоверсию представленной здесь песни «Where the Wild Roses Grow» с вокалом Бликсы Баргельда можно найти на втором диске компиляции B-Sides & Rarities. Live at the Royal Albert Hall передаёт тот яркий звук и спектакль, который демонстрировали Nick Cave and the Bad Seeds в конце 1990-х — начале 2000-х.

## Список композиций
| #   | Название                  | Продолжительность | Автор(ы)                           | Оригинальная композиция           |
| --- | ------------------------- | ----------------- | ---------------------------------- | --------------------------------- |
| 1.  | Lime Tree Arbour          | 3:41              | Ник Кейв                           | на альбоме The Boatman’s Call     |
| 2.  | Stranger than Kindness    | 5:03              | Анита Лейн, Бликса Баргельд        | на альбоме Your Funeral… My Trial |
| 3.  | Red Right Hand            | 5:18              | Ник Кейв, Мик Харви, Томас Уайдлер | на альбоме Let Love In            |
| 4.  | I Let Love In             | 4:12              | Ник Кейв                           | на альбоме Let Love In            |
| 5.  | Brompton Oratory          | 3:47              | Ник Кейв                           | на альбоме The Boatman’s Call     |
| 6.  | Henry Lee                 | 5:44              | Народная в обработке Ника Кейва    | на альбоме Murder Ballads         |
| 7.  | The Ship Song             | 4:15              | Ник Кейв                           | на альбоме The Good Son           |
| 8.  | Where the Wild Roses Grow | 4:12              | Ник Кейв                           | на альбоме Murder Ballads         |
| 9.  | People Ain’t No Good *    | 6:11              | Ник Кейв                           | на альбоме The Boatman’s Call     |
| 10. | Do You Love Me? *         | 4:31              | Ник Кейв, Мартин Кейси             | на альбоме Let Love In            |
| 11. | Far From Me *             | 6:12              | Ник Кейв                           | на альбоме The Boatman’s Call     |
| 12. | The Mercy Seat *          | 5:12              | Ник Кейв, Мик Харви                | на альбоме Tender Prey            |

- Примечание: * обозначены треки, не изданные в 1998 году.

## Участники записи
Музыканты, участвовавшие в концерте, изображены слева направо на обложке к диску, сделанной фотографом Стивом Гулликом.
- скрипач — Уоррен Эллис
- бас-гитарист — Мартин Кейси
- пианист и бэк-вокалист — Конвэй Савэдж
- гитарист и органист — Мик Харви
- барабанщик — Томас Уайдлер
- вокалист — Ник Кейв
- гитарист и бэк-вокалист — Бликса Баргельд
- барабанщик — Джим Склавунос